# Piktogram
Et piktogram er et symbol, som repræsenterer et objekt eller et begreb ved en illustration. Piktogrammer er en simpel og effektiv måde at gøre brugere opmærksomme på et givent budskab. Piktogrammer kan med fordel bruges til at informere turister og andre udlændinge der ikke kan det lokale sprog (eller personer der ikke kan læse). Kulturelle forskelle kan dog hæmme forståelsen af piktogrammerne.
Tidlige skriftsymboler var baseret på piktogrammer og ideogrammer; det er sandsynligt, at piktogrammer blev opfundet før ideogrammer. Piktogrammer blev anvendt af mange forskellige kulturer i Alperne, Asien, Egypten omkring 5000 f.Kr. og omkring hele Middelhavet. De bliver stadig anvendt i kulturer uden skriftsprog i Afrika, Amerika og Oceanien. Selv om kinesisk stammer fra piktogrammer, har mindre end 1% af tegnene nu udelukkende oprindelse i piktogrammer.
Vores alfabet – med udspring i det fønikiske alfabet – har sin oprindelse i piktogrammer. For eksempel er bogstavet A en okses hoved. Vendt på hovedet: V anes en ko med horn.

## Galleri
- Dametoilet
- Advarsel
- Giftig
- Radioaktivitet
- Ætsningsfare
- copyright
- Handicap